# Veitskirche (Flein)

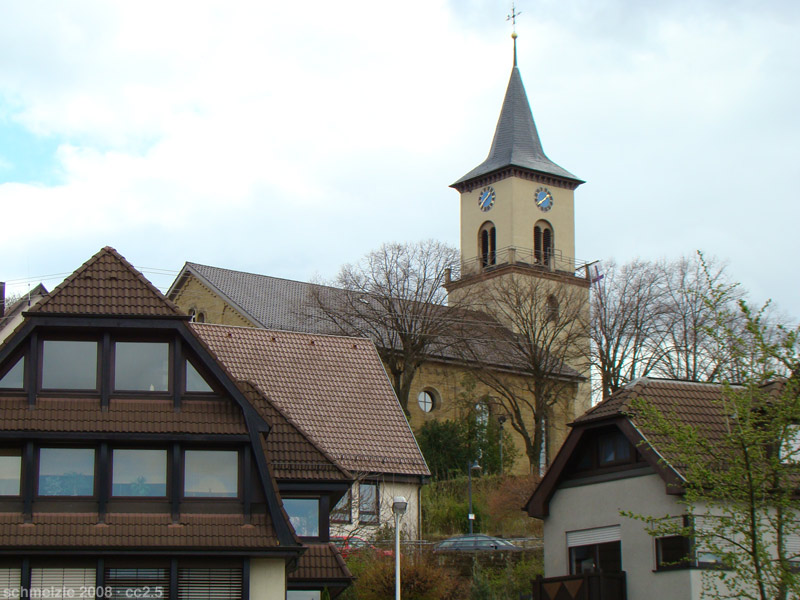
Veitskirche in Flein

Die Veitskirche  in Flein im Landkreis Heilbronn im nördlichen Baden-Württemberg ist eine evangelische Pfarrkirche. Die 1233 erstmals erwähnte Kirche ist vor allem wegen ihres spätgotischen Schnitzaltars auch überregional bekannt.

## Baugeschichte

### Ursprünge als Kirchenburg
Die Fleiner Kirche befindet sich in ortsbeherrschender Lage auf dem „Kirchberg“ (früher „Weiherberg“) auf einer steilen Anhöhe am südlichen Ufer des Deinenbachs erbaut. Der Kirchberg besteht aus Nagelfluhfelsen, die wohl auch Namensgeber des Ortes waren. Man nimmt an, dass der heilige Veit jeher Namenspatron der Kirche war und die Gründung der Kirche mit der Ausbreitung des Veitskults in Württemberg im frühen 11. Jahrhundert zusammenfällt. Die Kirche lässt noch heute ihre Ursprünge als Kirchenburg erkennen, in der sich die Fleiner bei Kriegsgefahr flüchten konnten. Starke Stützmauern grenzen noch heute den Kirchhofbereich ab, in dem sich einst Gaden befanden. Bis in das 19. Jahrhundert waren in den Kirchenhofmauern auch noch Schießscharten zu erkennen. Das Turmuntergeschoss der Kirche stammt noch aus der Zeit der Romanik und war einst als Turmchor ausgestaltet. Auch das mittlere Turmgeschoss ist noch im Kern romanisch. Die Schießscharten wurden innen zugemauert, sind aber außen teilweise noch sichtbar. Das heute als Sakristei genutzte Gewölbe im Turmchor war nach Westen hin zum Kirchenschiff geöffnet und schloss nach oben mit einem Kreuzgratgewölbe ab und war mit romanischen Fresken bemalt.
Die Kirche zählte wie das ganze Dorf Flein zum Reichsgut, kirchlich gehörte sie zum Bistum Würzburg. Die Grundherrschaft über Flein kam als kaiserliches Lehen an die Stadt Heilbronn, die Kirche hingegen mit einer Schenkung 1233 an das Wimpfener Heiliggeistspital. Anlässlich dieser Schenkung wurde die Kirche erstmals urkundlich erwähnt.

### Die Ersterwähnung am 4. Juni 1233
König Heinrich (VII.) schenkte die Veitskirche mit einer Urkunde vom 4. Juni 1233 samt Kirchensatz, Zehnten und Patronatsrecht dem Heiliggeistspital in Wimpfen:

„Heinricus septimus, divina favente clementia Romanorum rex et semper augustus … Qua da re noverit tam presens etas quam successura posteritas, quod nos ob divine remunerationis meritum hospitali in Wimpina noviter constructo ius patronatus ecclesie de Fline, et ipsam ecclesiam cum omni dote et decimis ad ipsam pertinentibus et omnibus iuribus eius que hactenus detinuit et possedit, liberaliter contulimus et contradidimus plenu iure, volentes ut ipsum hospitale prelibatium habeat cum omnibus suis attinenciis ecclesiam perpetuo suis usibus deputatam, et de eiusdem proventibus et redditibus disponat magister hospitalis prout pauperum expedit utilati, et id fuerit divinitus inspiratum … Ad huius etiam donationis nostre robur perpetuo valiturum presens privilegium conscribi et sigillo nostro iussium insigniri …Datum anno dominice incarnationis millesimo ducentismo trigesimo tercio, pridie nonas Iunii, indictione sexta.“

„Heinrich VII. durch die Gunst göttlicher Barmherzigkeit römischer König und ewig erhaben … Deshalb wisse sowohl die Gegenwart als auch die nachfolgende Zukunft, dass wir wegen des Verdienstes göttlichen Lohnes dem neue errichteten Spital in Wimpfen das Patronatsrecht über die Kirche von Flein und die Kirche selber mit all ihrer Habe und dem zu ihr gehörigen Zehnten samt dem Wittum [Kirchenausstattung u. Güter] und all den dazugehörigen Rechten die sie bisher hatte und besaß, freigebig übertragen und übergeben haben mit vollem Recht … Zur ewigen Bekräftigung dieser unserer Schenkung habe ich dieses vorliegende Privileg verfasst und mit unserem Siegel versehen … Gegeben im Jahr der Menschwerdung des Herrn, 1233 am neunten Tag vor dem Idus in der sechsten Indiktion [am 4. Juni].“

Später wurde die Schenkung von Kaiser Friedrich II. in einer 1238 in Verona ausgestellten Urkunde bestätigt. 1267 erfolgte eine erneute Bestätigung von Papst Clemens IV.

### Die gotische Kirche ab 1434
Im 15. Jahrhundert wurde der Sakralbau im Stil der Gotik erneuert. In einem Schreiben des Pfarrers Weisert wird beschrieben, dass über der alten Kirchentür die Jahreszahl 1434 eingemeißelt war. Das Schreiben von Weisert – er wirkte in der Kirche von 1832 bis 1866 – wurde 1981 im Kirchturmknopf gefunden. Das gotische Kirchenschiff schloss im Westen des Turms an. Die Kirche war 54 Schuh lang, 27½ Schuh breit und 21 Schuh hoch (1 Schuh = 28,6 cm). In gotischer Zeit wurde aus dem romanischen Mauerwerk aus dem Untergeschoss des Turmes Fenster herausgebrochen. Das Kreuzgratgewölbe wurden mit gotischen Fresken ausgestattet, die noch den Adler des Evangelisten Johannes erkennen lassen. Vermutlich waren in den Ecken die vier Evangelistensymbole dargestellt worden. In einem gotischen Triumphbogen war ursprünglich ein gotisches Kruzifix aufgehängt. So sind im ehemaligen Chor Löcher in den Profilsteinen des Triumphbogens zu erkennen, woran das Kruzifix mit der gotischen Figur des Gekreuzigten angebracht war. Im früheren Turmchor (der heutigen Sakristei) befindet sich an der Nordwand ein gotisches Sakramentshäuschen mit 152 × 70 cm. Eine eiserne Gittertür von 72 × 40 cm verschließt diese. Im früheren Turmchor befand sich wohl auch schon ein St. Veits-Altar, der im 14. Jahrhundert schon mehrfach erwähnt wurde.
Im Jahre 1450 wurde der Ort Flein und die Kirche im Württembergischen Städtekrieg von Ulrich V. „schwer in Mitleidenschaft gezogen“. So ist damals zu lesen: „ecclesia in Flyn desolata“ – „Kirche in Flein verödet“ Vermutlich ging dabei auch ein Großteil der alten Ausstattung der Kirche verloren. Man hat sie jedoch bald wieder hergerichtet. 1480 wird ein Marienaltar in der Kirche genannt, vermutlich bestanden damals auch noch weitere Altäre. 1519 stiftete der Heilbronner Bürgermeister und Fleiner Vogt Conrad Erer den heute noch erhaltenen Veitsaltar.
Im Bauernkrieg war die Kirche Kulisse, als am 2. April 1525 Jäcklein Rohrbach im Ort seinen „Fleiner Tag“ abhielt viele Fleiner als Anhänger gewinnen konnte. Schultheiß Lorenz Ulmer ließ anderntags die mit Gewehren bewaffnete Gemeinde sich hinter den Schießscharten auf der Kirchenburg versammeln.

### Zeit der Reformation
Die Reformation vollzog sich von Heilbronn ausgehend in Flein über mehrere Jahrzehnte. 1528 wurde der altgläubige Fleiner Vogt und Stifter des Hochaltars, Conrad Erer, als Bürgermeister von Heilbronn durch den reformatorisch gesinnten Hans Riesser abgelöst. 1529 schloss sich die Reichsstadt der Speyerer Protestation an. Die Veitskirche gehörte jedoch zum weiterhin altgläubigen Wimpfener Heilig-Geist-Spital, das sich der Bestellung eines protestantischen Pfarrers in Flein widersetzte. Ab der Mitte des 16. Jahrhunderts waren dann nacheinander Pfarrer unterschiedlicher Konfessionen in Flein: ab 1549 ein Katholik, 1562 ein Protestant, 1563 und 1568 wieder jeweils ein Katholik und ab 1569 schließlich mit Kaspar Sartor ein zunächst noch katholisch gesinnter Pfarrer, der später das evangelische Bekenntnis im Ort durchzusetzen vermochte.

### Kriegszeiten im 17. und 18. Jahrhundert
Die Reichsstadt Heilbronn versuchte ihren Einfluss auf die Fleiner Kirche zu festigen und erwarb 1573 vom wirtschaftlich angeschlagenen Wimpfener Spital das Vorkaufsrecht. Nachdem die Verwaltung des Spitals an das Ordenshaus in Stephansfeld im Bistum Straßburg übergegangen war, stellte die Reichsstadt dem Ordenshaus umfangreiche Kredite zur Verfügung und erhielt im Gegenzug als Pfand den Kirchensatz und das Pfarrlehen in Flein sowie den Hipfelhof bei Frankenbach. Als der Heilig-Geist-Orden keine Möglichkeit zur Rückzahlung der angehäuften Schulden mehr sah, verkauften die Stephansfelder 1601 das Pfand an die Reichsstadt Heilbronn, widerriefen den Verkauf jedoch bereits im Folgejahr. Langwierige Rechtsstreite schlossen sich an, die sich auch über den Dreißigjährigen Krieg hinaus fortsetzten. Im Krieg diente die Kirche erneut mehrmals als Fliehburg, nach der Schlacht bei Nördlingen floh die gesamte Einwohnerschaft dann in die schützenden Mauern der Stadt Heilbronn und kehrte erst mit dem Westfälischen Frieden 1648 wieder zurück. Während des Krieges musste die Reichsstadt Heilbronn den Hipfelhof 1628 an das Stephansfelder Ordenshaus zurückgeben, doch blieben ihr die Fleiner Kirchenrechte bis zur Rückzahlung der Ordensschulden im Jahr 1728. Die Besetzung der Pfarrstelle wurde so geregelt, dass der Heilbronner Rat zwei Kandidaten vorschlug, von denen der Heilig-Geist-Orden (ab 1695 dessen Oberspital in Memmingen) einen einzusetzen hatte.
Die langen Streitigkeiten um die Kirche bezogen die Baulasten für Kirche und Pfarrhaus mit ein, so dass nötige Instandsetzungen oft unterblieben oder sich über Jahre hinzogen. 1751 kam es zum Streit über den Inschriftenstein am neu erbauten Fleiner Pfarrhaus, der das Doppelkreuz des Heilig-Geist-Ordens und die Initialen eines Paterpflegers zeigt. Der Heilbronner Rat verlangte erfolglos die Entfernung des Steins, den man als Anspruch auf das Kirchenpatronat verstand.
Mit dem Reichsdeputationshauptschluss 1803 ging das Patronatsrecht der Kirche mit weiteren Rechten vom Heilig-Geist-Orden auf das bayerische Königshaus und von diesem auf einen General von Beckers über, von dessen Erben sich die Gemeinde Flein 1837 freikaufte und damit auch die Pfarrbesoldung sowie die Kirchen- und Pfarrhausbaulast übernahm.

### Neoromanischer Kirchenneubau 1841

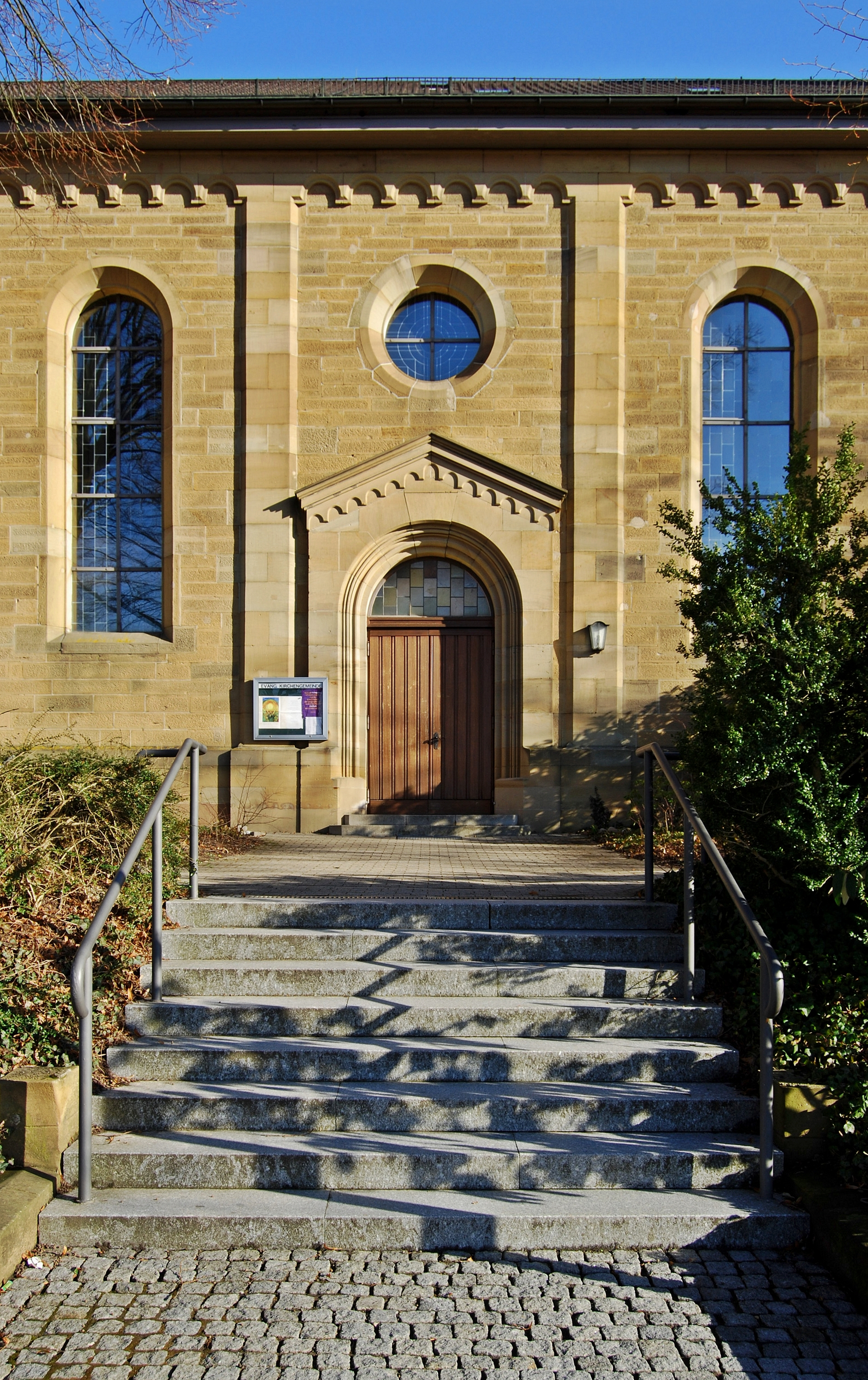
Portal der Veitskirche im Langhaus von 1841

Anfang des 19. Jahrhunderts war die Kirche auf dem Weiherberg stark baufällig und zu klein geworden. Auch der Friedhof war zu klein. Um die Kirche befand sich der ursprüngliche Fleiner Friedhof, der später mehrfach nach Osten erweitert wurde, während der Bereich westlich der Kirche im 19. Jahrhundert zum Vorplatz umgenutzt wurde. So ist im Kirchenkonventsbuch zu lesen, dass 1835 der Beschluss erging, wonach 3/4 der Kirchhofsmauer abzureißen sei. Damit verschwand der Rest der alten Wehranlage aus dem frühen Mittelalter.
Die Gemeinde wehrte sich im Jahre 1839 jedoch gegen den Neubau der Kirche und verlangte einen Aufschub von fünf Jahren. Die Kreisregierung des Neckarkreises und das Oberamt Heilbronn forderten Anfang 1840 die Fleiner Gemeinde dazu auf, sich bis zum 15. August 1840 für einen Neubau oder eine Erweiterung des Sakralbaus zu entscheiden. Am 8. November 1840 beschloss die Gemeinde eine neue Kirche an die nördliche Turmseite anzubauen. Im Frühjahr 1841 erfolgte der Abbruch des gotischen Kirchenschiffs. Am 20. April 1841 wurde der Grundstein für den neuen Sakralbau gelegt.
1841 wurde nach einem Entwurf des Ludwigsburger Kreisbaurates Abel ein neues Schiff im neuromanischen Stil erbaut, das gegenüber dem alten Schiff um 90 ° nach Norden gedreht ist. Das einschiffige Langhaus wurde von Norden nach Süden zum damals aufgestockten Turm hin ausgerichtet. Da zum älteren Turmchor kein Durchbruch gemacht wurde, wurde der Chor mit dem Zelebrationsaltar an der südlichen Giebelseite des Langhauses angelegt. Der romanische Turmchor wurde zur Sakristei. Eine ursprünglich schmalere und auf drei Seiten umlaufende hölzerne Empore wurde eingezogen. Der Turm wurde um ein Glockengeschoss erhöht.
1891/92 wurden die Kirchenfenster an der Westseite mit Kathedralglas ausgestattet. Die getünchte Kirchendecke wurde bemalt. Es entstand eine Gipsdecke mit zum Teil ausgemalten 15 Feldern. Auch die Altarwand erhielt eine Bemalung. Der Kirchturm wurde verputzt.

### Sanierungen und Umbauten seit 1945
1957/58 wurde das Gebäude im Innern restauriert. Als die alten riesigen Sandsteinplatten entfernt wurden, die den Fußboden bildeten, entdeckte man drei Reihen von Gräbern. So musste der neue Kirchenfußboden nach statischen und hygienischen Aspekten betoniert werden. Die alten, oft unbequemen Bänke wurden durch neue Bänke ersetzt. Eine elektrische Heizung wurde unter Sitzen und Fußbänken eingerichtet. Der Fußboden wurde mit Mosaikplatten verlegt. Während die „Empore der männlichen Jugend“ an der Friedhofsseite vollständig beseitigt wurde, vergrößerte man die bis dahin schmale Orgelempore. So verlief die Empore nur noch im Westen und im Norden. Die Turmwand, die ursprünglich mit dem Veitsaltar geschmückt war, wurde freigelegt. Ein neuer Altar wurde errichtet. Der historische Veitsaltar wurde an der Ostwand des Chorbereichs aufgestellt. Die Kirchenfenster wurden mit Buntglas versehen. Die alte Kirchendecke wurde durch eine Kassettendecke aus Holz mit 20 Feldern ersetzt. Die Kosten beliefen sich auf 144 516,65 DM.
Von 1965 bis 1966 wurde der Kirchturm neu verputzt. In den hölzernen Glockenstuhl wurde einer aus Stahl eingebaut. Dadurch konnte eine vierte Glocke aufgehängt werden. Eine neu eingezogene Stahlbetondecke sicherte den Turm. Die Kosten beliefen sich auf 52 000,- DM. Im Jahre 1975 wurde der Sakristeianbau erweitert. Die sanitären Baumaßnahmen erfolgten: So wurde Wasser und Kanalisation bis zur Sakristei gelegt und eine Toilette für die Kirche gebaut. Die Kosten beliefen sich dabei auf 20 000,- DM.
1981 musste das Kircheninnere erneut restauriert werden. Wegen des salpeternden Sandsteins des Kirchenschiffsockels zerfiel der Verputz im Langhaus. Der bröckelnde Putz muss vollständig entfernt werden. Die Beleuchtung unter der Empore wurde verbessert. Der Kirchturm erhielt ein viertes Zifferblatt an der Ostseite und wurde neu gestrichen. Der Turmhelm erhielt eine neue Abdeckung mit Schiefern. Die Renovierungskosten beliefen sich auf 308 000,- DM.

## Ausstattung

### Altäre

#### Der Marienaltar (1480)
Im Spätmittelalter nahm die Marienverehrung stark zu und so war auch in der Fleiner Kirche 1480 ein eigener Marienaltar zu finden.

#### Der Veitsaltar (1514)

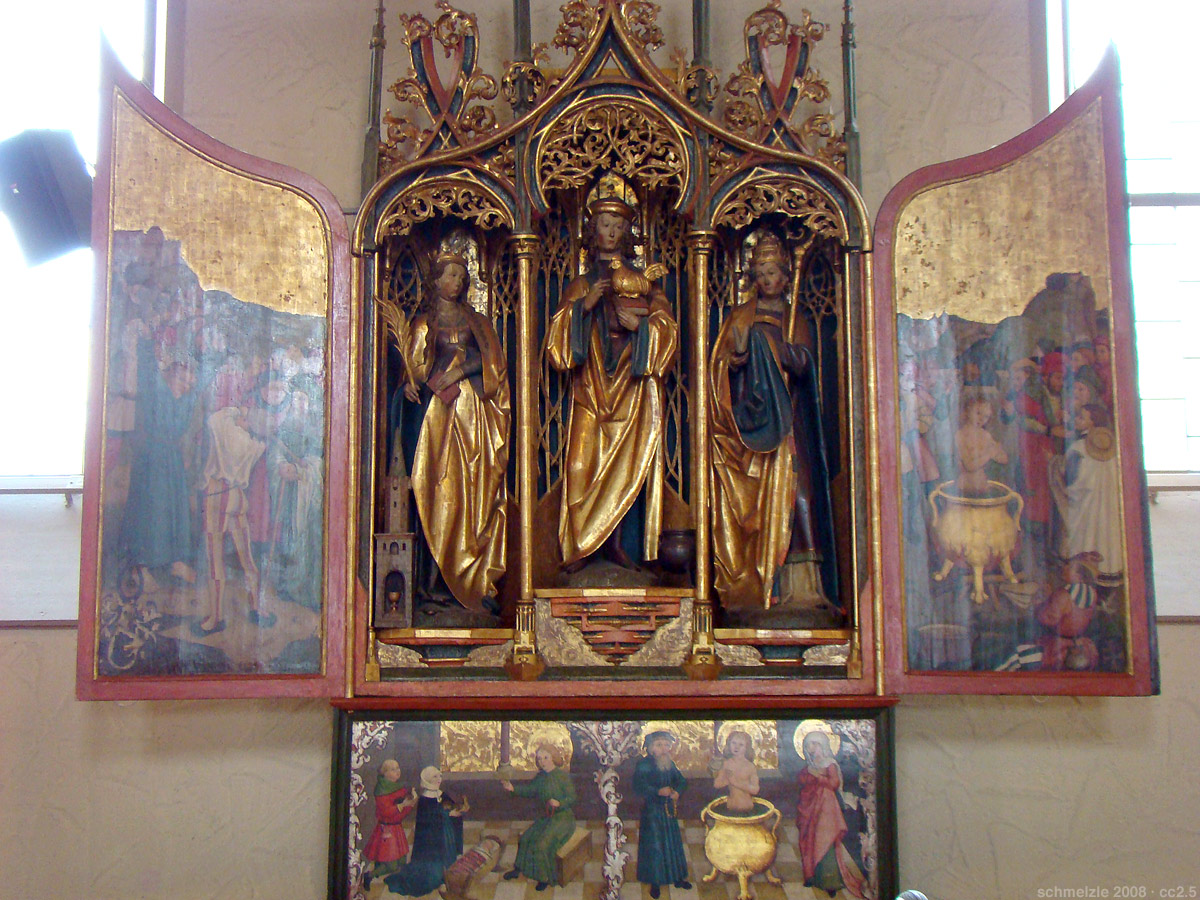
Veitsaltar

Der dem Heiligen Veit geweihte spätgotische Flügelaltar, der auf einem der Flügel mit 1514 oder 1517 datiert ist, wurde von dem Fleiner Vogt und Heilbronner Bürgermeister Conrad Erer gestiftet. Die Ausführung des spätgotischen Altars wird teilweise dem Heilbronner Meister Jerg Kugler zugeschrieben, der vermutlich auch am Hochaltar in der St.-Ulrichs-Kirche in Stockheim mitgewirkt hat, der einige Parallelen zum Altar der Veitskirche aufweist.
Der Altar ist als Triptychon aus Mittelschrein und zwei Flügeltüren ausgebildet. Der 140 cm breite und 183 cm hohe Schrein zeigt den Heiligen Veit, der von den Heiligen Barbara (links) und Papst Gregor I. (rechts) flankiert wird. Die Figuren sind aus Holz geschnitzt und farbig bemalt. Die Heiligen tragen charakteristische Attribute. Die Nischen, in denen sie stehen, sind kunstvoll ausgestaltet und von reichem Gesprenge überkrönt.
Die Flügel des Altars sind bemalt. Die Innenseite des linken Außenflügels zeigt Die Prügelstrafe: Der Heilige Veit ist 12 Jahre alt vor seinem Richter Valerianus und erhält die Prügelstrafe. Die Innenseite des rechten Seitenflügels zeigt Das Martyrium des Hl. Veit: Der Hl. Veit in einem Kessel mit siedendem Öl. Eine Burg im Bildhintergrund ist auf 1514 oder 1517 datiert.
Die Außenseite des linken Flügels zeigt die Heilige Barbara und die Heilige Katharina, die rechte zeigt die Heilige Agathe und die Heilige Odilia. Diese im Vergleich zum restlichen Bildschmuck älter wirkenden Heiligendarstellungen lassen die Überarbeitung eines älteren Altares bei der Herstellung des Veitsaltars in seiner heutigen Gestalt vermuten.

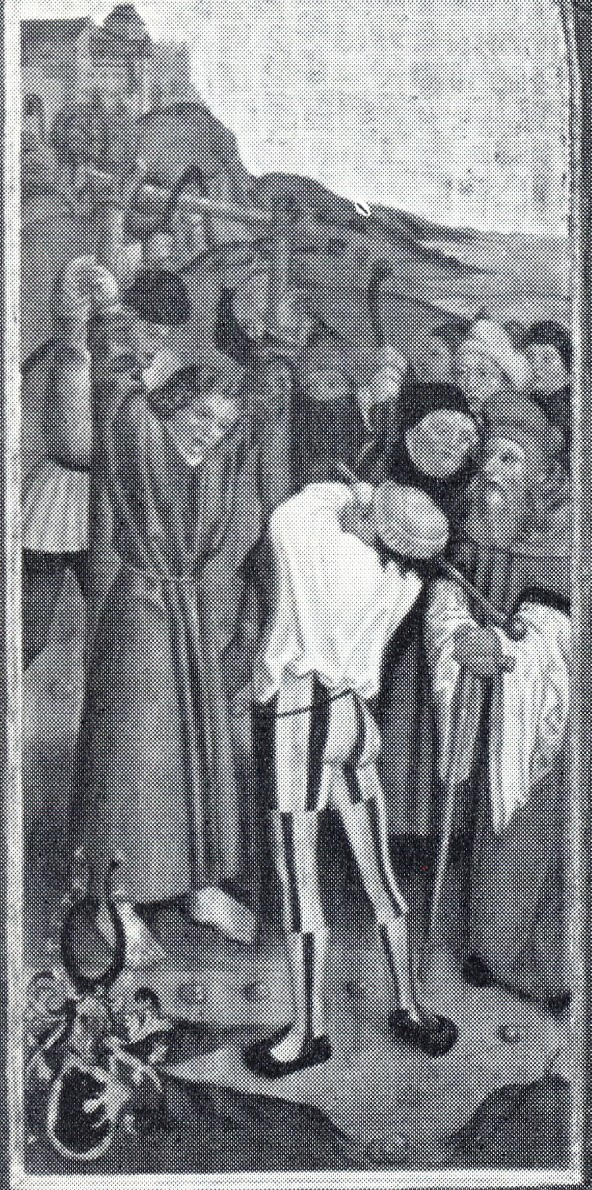
Linker Seitenflügel innen
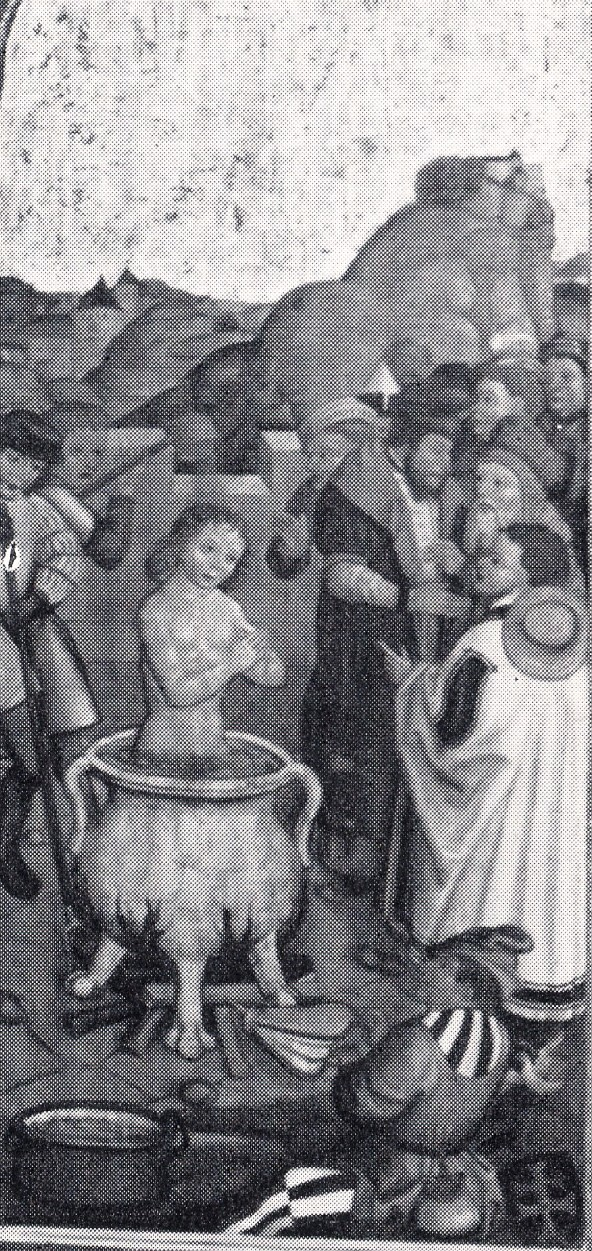
Rechter Seitenflügel Innen
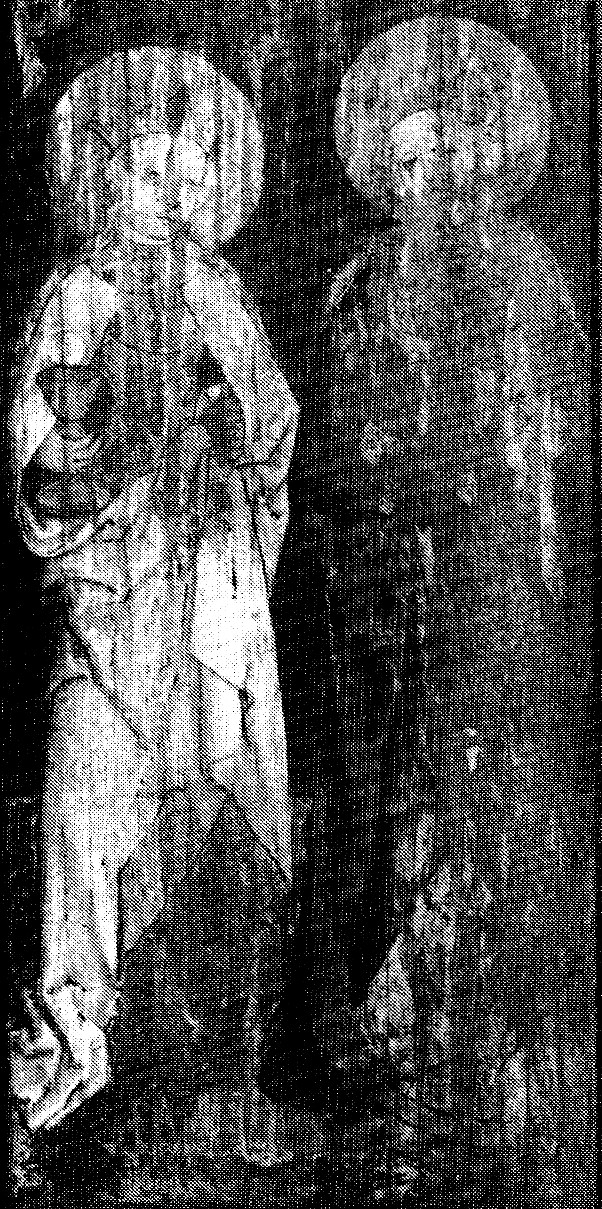
Linker Seitenflügel außen
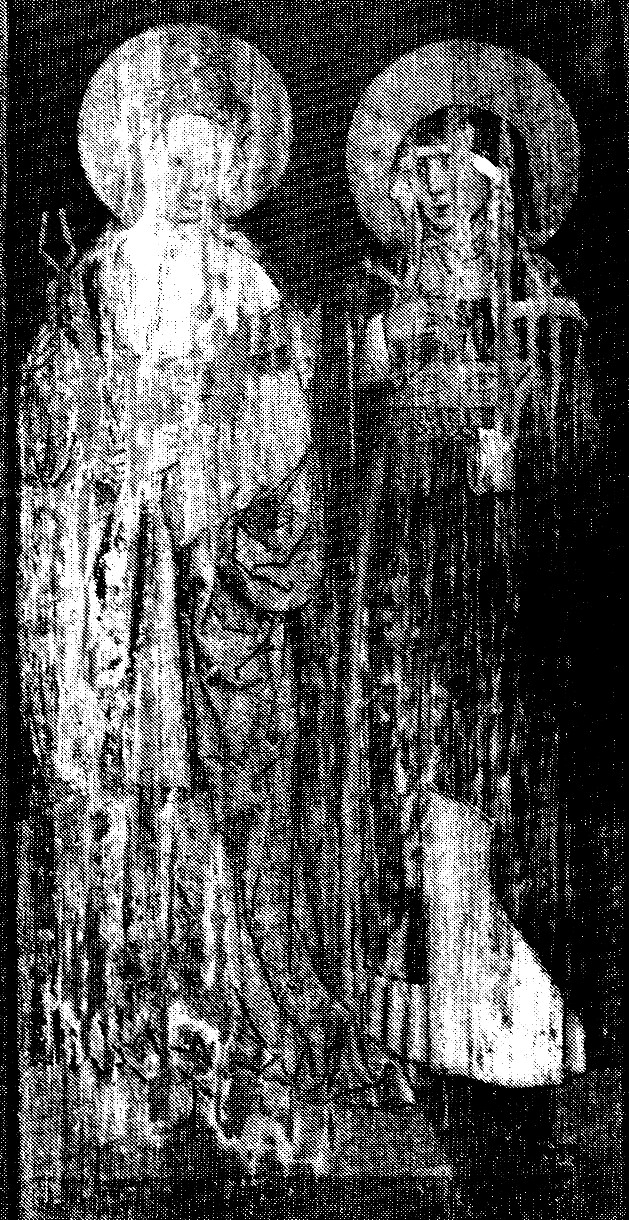
Rechter Seitenflügel außen

Die Predella, der Fuß des Altars, ist 140 cm breit und 60 cm hoch und zeigt zwei Szenen. Links ist der Stifter Conrad Erer mit seiner zweiten Ehefrau Ursula Nenninger und ihrem jüngsten Kind vor dem sitzenden Veit dargestellt, der auch bei Kinderlosigkeit angerufen wurde. Die rechte Szene zeigt erneut den Hl. Veit im Kessel mit siedendem Öl flankiert von seinem Lehrer Modestus und rechts seiner Amme Kreszentia, die sein Martyrium der Sage nach teilten.

#### Der neue Altar (1958)
Der 1957/58 neu errichtete Altar besteht aus 12 Teilen, entsprechen den 12 Stämmen Israels. 6 Sandsteinplatten bilden das Podest. 3 massive Sandsteine bilden als Pfeiler den Stipes (Unterbau) des Altares. Darauf wurden 3 Platten als Mensa (Tischplatte) errichtet. Darüber wurde ein großes, schlichtes Holzkreuz errichtet.

### Kruzifix
Eine Figur des gekreuzigten Christus hängt an einem Kreuz an der Westwand der Kirche. Ursprünglich hing das Werk im Triumphbogen des Turmchors, was an den Löchern in den Profilsteinen des Bogens zu erkennen ist. In den Löchern waren die Ankerösen zur Befestigung des Kruzifixes befestigt. Die Figur ist 100 cm groß, die Spannweite der Arme beträgt 85 cm. Die Figur befand sich bis 1910 auf dem Dachboden des Kirchenschiffes und wurde von Pfarrer Mohrer gefunden. Der Kirchengemeinderat wies den Wunsch des königlichen Landeskonservatoriums ab, die Figur dem Museum zu übergeben. Stattdessen beschlossen sie den Corpus restaurieren und im Kirchenschiff anbringen zu lassen. Der Kopf der Figur trägt eine Dornenkrone und ist nach vorne gesunken und auf die rechte Seite geneigt. Leicht geöffnet sind die „gebrochenen Augen“ und ebenso der Mund. Betont wird der schmerzvolle Ausdruck der Figur: „Der Leib lastet schwer an den gespannten Armen, der Brustkorb wölbt sich nach vorn über den eingezogenen Bauch. Die Beine sind gestreckt, die Füße gekreuzt und wie die im Schmerz geballten Hände von einem Nagel durchbohrt“. Ein vergoldetes Lendentuch – vorne überkreuzt – umgibt die Hüfte. Das Tuch hat eine blaufarbene Unterseite, wie an dessen Enden über dem linken Knie und an der rechten Hüfte zu sehen ist. Haare und Bart sind in dunkelbrauner Farbe gehalten; die dreifache Dornenkrone ist in hellbraun gehalten, die Nagelköpfe sind rostbraun, die Stichwunde auf der Brust braunrot.
Einerseits wird die Figur der „Heilbronner Schule um 1500“ zugeschrieben. Für eine Datierung in das frühe 14. Jahrhundert spricht jedoch die „gestreckte Haltung“, die „strenge Symmetrie“ und die „archaisierende Darstellung“.

### Taufstein, Abendmahlsgerät und Orgel
Weiter hat sich ein Taufstein im Stil der Gotik erhalten. Er ist kelchförmig und zeigt in den 20 umlaufenden Feldern eine einfache Maßwerkverzierung, eine Fischblase zwischen zwei Nasen im Spitzbogenfeld. Der Taufstein ist 90 cm hoch, hat oben eine Kreisfläche von 94 cm im Durchmesser. Die Vertiefung des Steins beträgt 63 cm.
Das Abendmahlsgerät entstand im 18. Jahrhundert und besteht aus Zinn. Es zeigt die typischen Heilbronner Formen. Die Weinkanne ist ein Schwesterstück der „Heilbronner Kannen“, die sich im Historischen Museum Heilbronns befinden.
Ein Orgelgeld von 30 Kreuzern wurde von den Neubürgern verlangt.  1714 erhielt der Schulmeister 10 Gulden für das Schlagen der Orgel. 1842 baute der Orgelbauer Schäfer aus Heilbronn eine neue Orgel um 1500 Gulden ein. 1930 war die Orgel derart erneuerungsbedürftig, dass im darauffolgenden Jahr beschlossen wurde, die Firmen Link in Giengen, Walker in Ludwigsburg und Weigle in Echterdingen um Angebote für eine neue Orgel zu bitten. Weigle bekam den Zuschlag; die Orgelweihe fand am 2. August 1931 statt.

### Glocken
Über 400 Jahre hingen in der Kirche drei Glocken, wobei der Form nach die kleine Glocke die älteste war. Sie trug keine Jahreszahl, hatte einen Durchmesser von 75,7 cm und wog 170 kg. Die große Glocke war 1498 bei Bernhart Lachaman d. Ä. in Heilbronn gegossen worden, hatte einen Durchmesser von 100 cm und wog 587 kg. Die Inschrift lautete: „Jhesus Naserenus rex Judaeorum“ (Jesus der Nazarener, der König der Juden) und „Bernhard Lachmann goß mich 1498“. Die mittlere Glocke von 1501 stammte aus derselben Gießerei, hatte einen Durchmesser von 91 cm und wog 451 kg. Ihre Inschrift lautete: „Jhesus Naserenus rex Judaeorum“ und „Bernhard Lachmann goß mich 1501“.
Am 27. Juni 1917 wurde die kleine Glocke für den Ersten Weltkrieg eingezogen, eine weitere am 14. August 1918. Eine bei der Abnahme der kleinen Glocke entstandene Zeichnung des Werkmeisters Eckert aus Sontheim zeigt, wie die älteste Fleiner Glocke ausgesehen hat. Am 26. Dezember 1918 erging der Beschluss des Kirchengemeinderates die im August 1918 abgelieferte Glocke zurückzukaufen. Im Februar 1919 wurde diese wieder im Turm aufgehängt; ein am 15. Juli 1919 erfolgter Eintrag beschreibt die zurückgekaufte Glocke. Als am 31. März die Reichsregierung den Befehl gab, die Glocken eine Stunde lang zu läuten, war die mittlere Glocke – gegossen 1501 – gesprungen. Danach erschien der Glockengießer Kurtz aus Stuttgart und erstellte ein Gutachten. Dabei machte er drei Vorschläge. Die gesprungene Glocke sollte nach dem ersten Vorschlag für 571,85 RM umgegossen werden. Der zweite Vorschlag sah vor, sowohl die gesprungene als auch die kleine Glocke für 1166,80 RM umzugießen. Der letzte ging von der Schaffung eines ganz neuen Geläutes aus, indem alle drei bestehenden Glocken zum Preis von 1723,10 RM umgegossen würden. Pfarrer Eitle wollte alle drei Glocken erhalten, während das Württembergische Landesamt für Denkmalpflege sich für den Erhalt der beiden Lachmannglocken, aussprach. Eitle wollte die beiden Lachmannglocken neben dem Altar in der Kirche aufstellen lassen. Der Pfarrer hatte die Glocken auch dem Historischen Verein Heilbronn, der Stadt Heilbronn für die Friedhofskapelle und der Evangelischen Kirchenpflege Heilbronn zum Kauf angeboten. Als das Kaufangebot von keiner Seite angenommen wurden, entschied sich der Fleiner Kirchengemeinderat dazu alle drei Glocken für einen Umguss einzuschmelzen. So goss am 17. Juni 1937 der Glockengießer Kurtz die drei verbliebenen Glocken in neue um. Am 18. Juli 1937 wurden die neuen Glocken eingeweiht. Die kleine Glocke hatte den Ton C und die Inschrift: „Erhalt uns, Herr, bei deinem Wort!“. Die mittlere trug die Inschrift: „O Land, Land, höre des Herrn Wort“ (Jeremia 22,29) und klang auf den Ton B. Bei der großen lautete die Inschrift: „Selig sind die Toten, die in dem Herrn sterben“ und hatte den Ton G. Am 2. März 1942 wurden die mittlere und die große Glocke für den Zweiten Weltkrieg eingezogen. Im Turm verblieb lediglich die kleine Glocke. 1949 goss der Glockengießer Kurtz zwei neue Glocken für die evangelische Fleiner Kirche; am 23. Oktober 1949 erfolgte die Einweihung. Die beiden neuen tragen die gleichen Inschriften wie die Vorgängerinnen und klingen auf die Töne A und G. 1965 wurde eine e'- Glocke hinzugefügt, die bei der Glockengießerei Bachert gegossen wurde. Sie hat einen Durchmesser von 127 cm und wiegt 1170 kg.